# 亚特兰蒂斯 (电视剧)
亚特兰蒂斯（英語：Atlantis）是一部英国奇幻冒险电视剧，讲述了年轻人伊阿宋（杰克·丹尼尔饰）来到亚特兰蒂斯探险的故事，故事中包含很多古希腊的神话传说。
节目在威爾士和摩洛哥拍摄。
第一季13集于2013年在英國廣播公司第一台播出，且将会拍摄第二季。